# متنزه خشب الزان الحكومي
 متنزّه خشب الزان الحكومي، هو متنزّه حكومي يقع على شاطئ بحيرة أونتاريو في بلدة سودوس في مقاطعة واين، نيويورك، تبلغ مساحته 288 أكر (1.17 كـم2). يحتل المتنزّه أرضًا كانت في السابق موقعًا لمعسكر فتيات الكشافة. المتنزّه مملوك لمكتب ولاية نيويورك للمتنزهات والترفيه والمحافظة التاريخية ويتم تشغيله الآن من قبل بلدة سودوس بموجب اتفاقية مع ولاية نيويورك.

## تاريخ
في عام 1929، اشترت فتيات الكشافة في الولايات المتحدة الأمريكية حوالي 150 فدانًا (0.61 كم2) من الأراضي المتاخمة لبحيرة أونتاريو، حيث قاموا ببناء مخيم خشب الزان في وقت لاحق. تم استخدام الحديقة من قبل فتيات الكشافة وغيرها من المنظمات الشبابية للتخييم والأنشطة في الهواء الطلق حتى أجبرت الضغوط المالية على إغلاق المخيم في أواخر الستينات.
في عام 1999، اشترى مكتب ولاية نيويورك للحدائق والترفيه والحفاظ على التاريخ العقار مع خطط لتطوير حديقة ولاية نيويورك في الموقع. أدى العجز في الميزانية إلى تعيين الحديقة كـ «محمية» ، ولم يتحقق التطوير الرسمي للحديقة من قبل الدولة. وظلت مباني المخيمات ومرافقها السابقة في الحديقة، ولكن سُمح لها بالاضمحلال.
تم توسيع المتنزه في عام 2006 بعد أن اشترت الدولة قطعة أرض مجاورة مساحتها 146 فدانًا (0.59 كم2).
في عام 2010، تولت مدينة سودوس إدارة وتشغيل الحديقة بعد توقيع عقد إيجار طويل الأجل مع ولاية نيويورك. ومنذ ذلك الحين قامت البلدة بإصلاح وتأمين المباني وتطهير المسارات لإنشاء حديقة أكثر رسمية.

## وصف الحديقة
يتميز متنزّه خشب الزان بنحو 1500 قدم (460 متر) من الشاطئ على طول بحيرة أونتاريو. وقد تأثر الشاطئ الضيق المرصوف بالحصى بعوامل التعرية وتناثرت به مجموعة من الأشجار التي سقطت من المنحدرات المجاورة.
كما يضم المتنزه عدة أميال من مسارات المشي لمسافات طويلة، وجناح نزهة، والعديد من الملاجئ الصغيرة. مع إمكانية الدخول إلى خور ماكسويل من . .